# 韦欣根
韦欣根是德国巴登-符腾堡州的一个市镇。总面积14.59平方公里，总人口3572人，其中男性1756人，女性1816人（2011年12月31日），人口密度245人/平方公里。